# 100 mètres dos masculin aux Jeux olympiques d'été de 2012
Navigation
Pékin 2008 Rio de Janeiro 2016
L'épreuve de 100 m dos hommes des Jeux olympiques d'été de 2012 a lieu le 29 et 30 juillet au London Aquatics Centre.

## Qualification
Pour participer à cette épreuve, les temps de qualification étaient de 54 s 40 pour le temps de qualification olympique (TQO) et de 56 s 30 pour le temps de sélection olympique (TSO) qui devaient être effectués entre le 1er mars 2011 et le 18 juin 2012. Un comité national olympique (CNO) pouvait inscrire 2 nageurs s'ils faisaient le TQO et 1 nageur s'il effectuait le TSO. Les CNO pouvaient inscrire des nageurs indépendamment du temps (1 nageur par sexe sur l'ensemble des épreuves) s'ils n'avaient pas de nageurs qui avaient réussi les temps de qualification nécessaires.

## Records
Avant cette compétition, les records dans cette discipline étaient les suivants :
| Record du monde  | 51 s 94 | Aaron Peirsol | États-Unis | 8 juillet 2009 | Indianapolis (États-Unis) | [ 2 ] |
| Record olympique | 52 s 54 | Aaron Peirsol | États-Unis | 12 août 2008   | Pékin (Chine)             | [ 2 ] |

## Médaillés
| Or              | Argent      | Bronze       |
| Matthew Grevers | Nick Thoman | Ryosuke Irie |

## Résultats

### Finale (30 juillet au soir)
| Rang                                | Ligne | Nom             | Nationalité     | Temps   | Notes |
| ----------------------------------- | ----- | --------------- | --------------- | ------- | ----- |
| Médaille d'or, Jeux olympiques      | 4     | Matt Grevers    | États-Unis      | 52 s 16 | RO    |
| Médaille d'argent, Jeux olympiques  | 2     | Nick Thoman     | États-Unis      | 52 s 92 |       |
| Médaille de bronze, Jeux olympiques | 6     | Ryosuke Irie    | Japon           | 52 s 97 |       |
| 4                                   | 5     | Camille Lacourt | France          | 53 s 08 |       |
| 5                                   | 3     | Liam Tancock    | Grande-Bretagne | 53 s 35 |       |
| 6                                   | 1     | Helge Meeuw     | Allemagne       | 53 s 48 |       |
| 7                                   | 8     | Hayden Stoeckel | Australie       | 53 s 55 |       |
| 8                                   | 7     | Cheng Feiyi     | Chine           | 53 s 77 |       |

### Demi-finales (29 juillet au soir)

#### Demi-finales 1
| Rang | Ligne | Nom                    | Nationalité     | Temps   | Notes |
| ---- | ----- | ---------------------- | --------------- | ------- | ----- |
| 1    | 5     | Camille Lacourt        | France          | 53 s 03 | Q     |
| 2    | 6     | Liam Tancock           | Grande-Bretagne | 53 s 25 | Q     |
| 3    | 4     | Cheng Feiyi            | Chine           | 53 s 50 | Q     |
| 4    | 2     | Arkady Vyatchanin      | Russie          | 53 s 79 |       |
| 5    | 3     | Nick Driebergen        | Pays-Bas        | 53 s 81 |       |
| 6    | 8     | Aristeidis Grigoriadis | Grèce           | 54 s 20 |       |
| 7    | 7     | Charles Francis        | Canada          | 54 s 42 |       |
| 8    | 1     | Daniel Arnamnart       | Australie       | 54 s 48 |       |

#### Demi-finales 2
| Rang | Ligne | Nom                     | Nationalité      | Temps   | Notes |
| ---- | ----- | ----------------------- | ---------------- | ------- | ----- |
| 1    | 4     | Matt Grevers            | États-Unis       | 52 s 66 | Q     |
| 2    | 3     | Ryosuke Irie            | Japon            | 53 s 29 | Q     |
| 3    | 5     | Nick Thoman             | États-Unis       | 53 s 47 | Q     |
| 4    | 6     | Helge Meeuw             | Allemagne        | 53 s 52 | Q     |
| 5    | 2     | Hayden Stoeckel         | Australie        | 53 s 72 | Q     |
| 6    | 7     | Jan-Philip Glania       | Allemagne        | 53 s 90 |       |
| 7    | 8     | Aschwin Wildeboer Faber | Espagne          | 53 s 99 |       |
| 8    | 1     | Gareth Kean             | Nouvelle-Zélande | 54 s 00 |       |

### Séries (29 juillet le matin)
| Rang | Série | Ligne | Nom                      | Nationalité       | Temps   | Notes   |
| ---- | ----- | ----- | ------------------------ | ----------------- | ------- | ------- |
| 1    | 6     | 4     | Matt Grevers             | États-Unis        | 52 s 92 | Q       |
| 2    | 6     | 2     | Cheng Feiyi              | Chine             | 53 s 22 | Q       |
| 3    | 4     | 4     | Nick Thoman              | États-Unis        | 53 s 48 | Q       |
| 4    | 5     | 4     | Camille Lacourt          | France            | 53 s 51 | Q       |
| 5    | 6     | 5     | Ryosuke Irie             | Japon             | 53 s 56 | Q       |
| 6    | 6     | 7     | Nick Driebergen          | Pays-Bas          | 53 s 62 | Q       |
| 7    | 4     | 5     | Helge Meeuw              | Allemagne         | 53 s 83 | Q       |
| 8    | 5     | 5     | Liam Tancock             | Grande-Bretagne   | 53 s 86 | Q       |
| 9    | 6     | 6     | Hayden Stoeckel          | Australie         | 53 s 88 | Q       |
| 10   | 4     | 2     | Vladimir Morozov         | Russie            | 54 s 01 | Q, Forf |
| 10   | 5     | 2     | Arkady Vyatchanin        | Russie            | 54 s 01 | Q       |
| 12   | 5     | 3     | Jan-Philip Glania        | Allemagne         | 54 s 07 | Q       |
| 13   | 5     | 8     | Charles Francis          | Canada            | 54 s 08 | Q       |
| 14   | 6     | 3     | Gareth Kean              | Nouvelle-Zélande  | 54 s 26 | Q       |
| 15   | 6     | 1     | Daniel Arnamnart         | Australie         | 54 s 28 | Q       |
| 16   | 4     | 3     | Aschwin Wildeboer Faber  | Espagne           | 54 s 32 | Q       |
| 17   | 5     | 6     | Aristeidis Grigoriadis   | Grèce             | 54 s 52 |         |
| 18   | 3     | 1     | Pavel Sankovich          | Biélorussie       | 54 s 53 |         |
| 19   | 3     | 5     | Mirco di Tora            | Italie            | 54 s 70 |         |
| 20   | 3     | 7     | Chris Walker-Hebborn     | Grande-Bretagne   | 54 s 78 |         |
| 21   | 3     | 4     | He Jianbin               | Chine             | 54 s 81 |         |
| 22   | 3     | 3     | Richárd Bohus            | Hongrie           | 54 s 84 |         |
| 23   | 4     | 6     | Bastiaan Lijesen         | Pays-Bas          | 54 s 88 |         |
| 24   | 4     | 1     | Yakov Toumarkin          | Israël            | 54 s 91 |         |
| 25   | 4     | 7     | Juan Miguel Rando Galvez | Espagne           | 54 s 93 |         |
| 26   | 3     | 8     | Lavrans Solli            | Norvège           | 55 s 00 |         |
| 27   | 5     | 1     | Marcin Tarczyński        | Pologne           | 55 s 06 |         |
| 28   | 4     | 8     | Daniel Orzechowski       | Brésil            | 55 s 16 |         |
| 29   | 2     | 8     | George Bovell            | Trinité-et-Tobago | 55 s 22 |         |
| 30   | 3     | 2     | Mathias Gydesen          | Danemark          | 55 s 31 |         |
| 31   | 5     | 7     | Benjamin Stasiulis       | France            | 55 s 36 |         |
| 32   | 2     | 5     | Omar Pinzón              | Colombie          | 55 s 37 |         |
| 33   | 6     | 8     | Charl Crous              | Afrique du Sud    | 55 s 37 |         |
| 34   | 2     | 1     | Pedro Medel              | Cuba              | 55 s 40 |         |
| 35   | 2     | 2     | Oleksandr Isakov         | Ukraine           | 55 s 43 |         |
| 36   | 2     | 7     | Park Seon-Kwan           | Corée du Sud      | 55 s 51 |         |
| 37   | 3     | 6     | Daniel Bell              | Nouvelle-Zélande  | 55 s 53 |         |
| 38   | 2     | 4     | Alexandr Tarabrin        | Kazakhstan        | 55 s 55 |         |
| 39   | 2     | 6     | I Gede Sudartawa         | Indonésie         | 55 s 99 |         |
| 40   | 1     | 4     | Bradley Ally             | Barbade           | 56 s 27 |         |
| 41   | 2     | 3     | Federico Grabich         | Argentine         | 56 s 56 |         |
| 42   | 1     | 5     | Heshan Unamboowe         | Sri Lanka         | 57 s 94 |         |
| 43   | 1     | 3     | Zane Jordan              | Zambie            | 58 s 77 |         |